# Bülbringer Straße 7

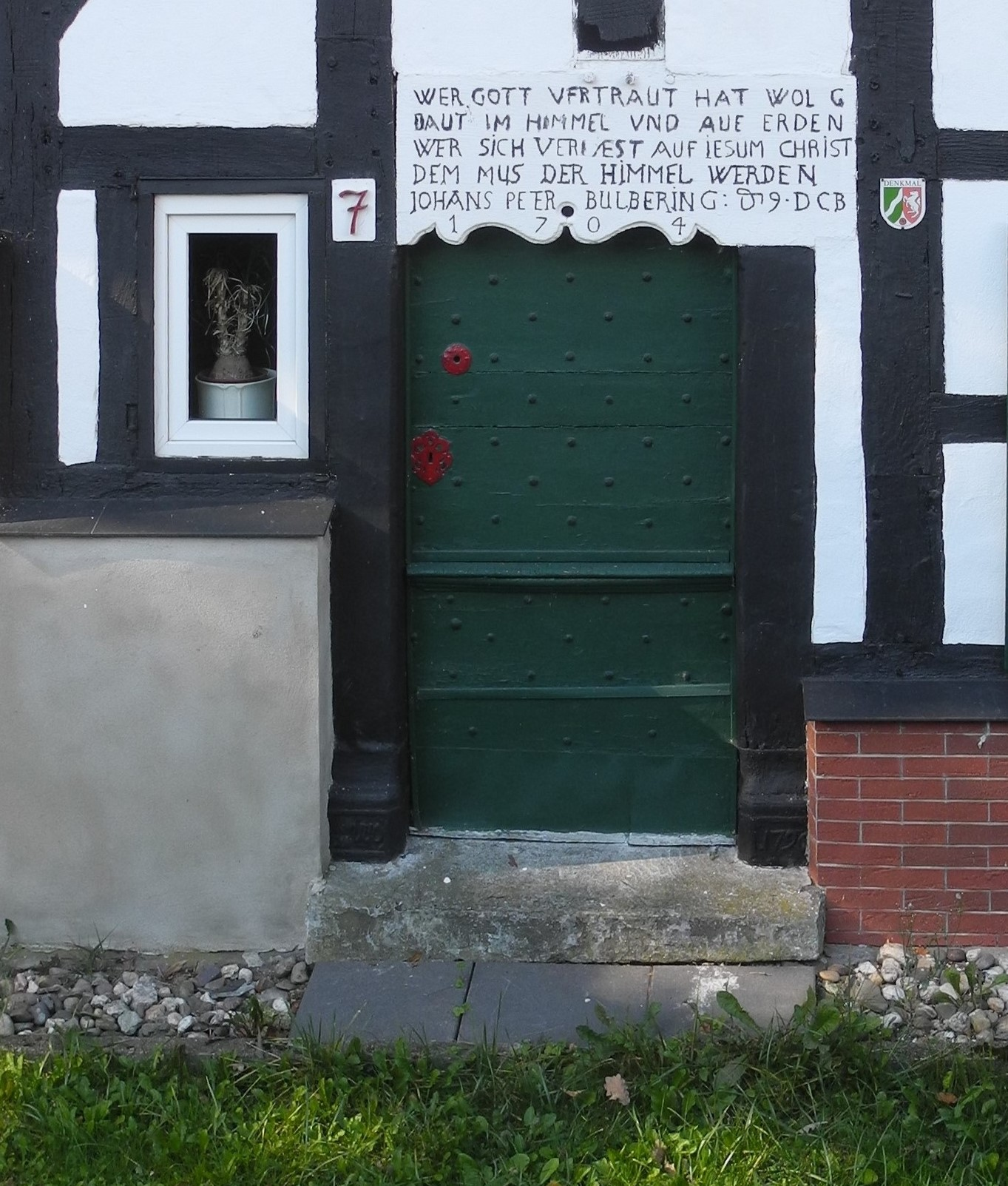
Straßenseitige Haustür

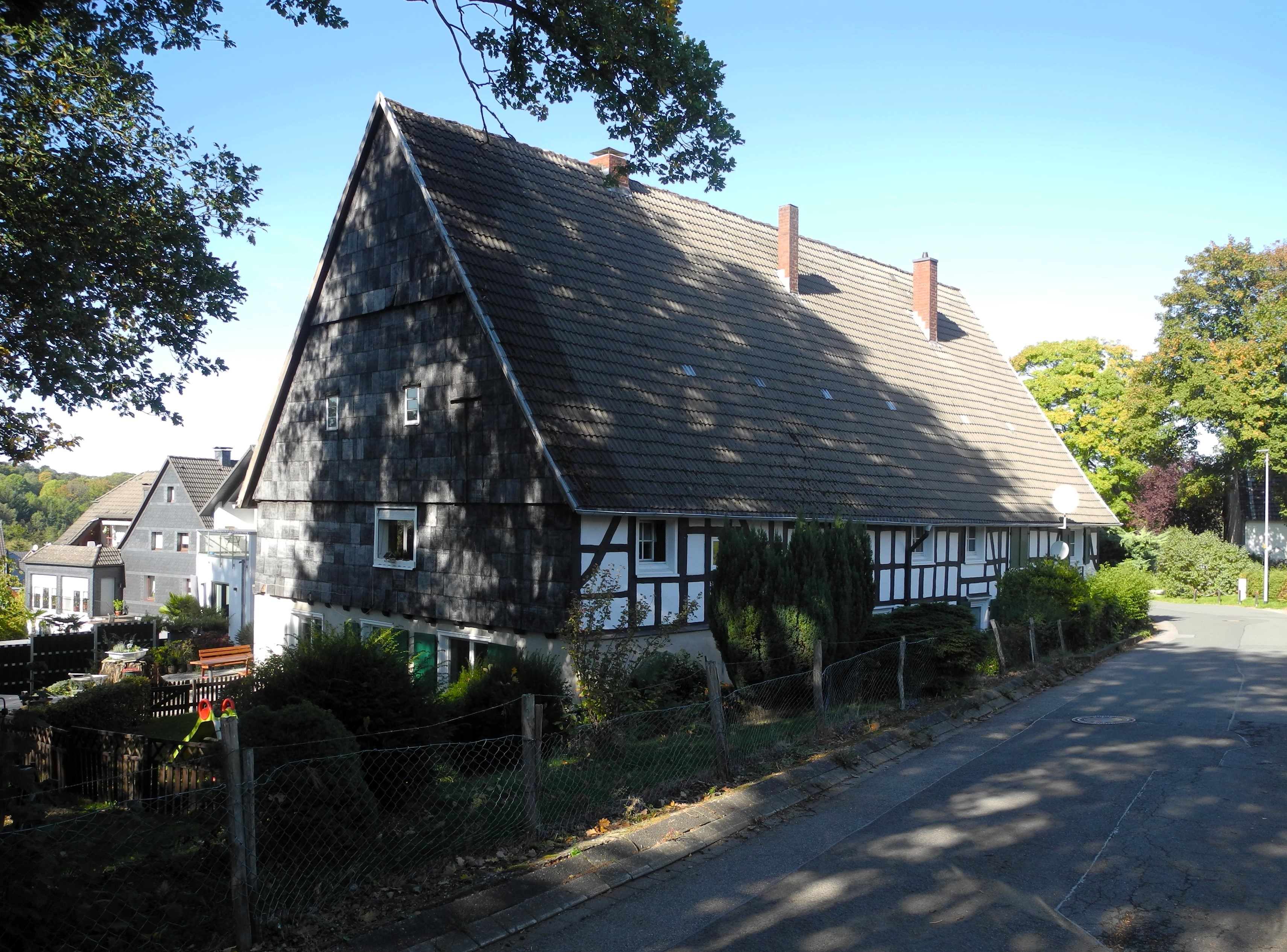
Straßenseitige Ansicht

Das Wohnhaus Bülbringer Straße 7 im Ennepetaler Ortsteil Bülbringen im südlichen Ruhrgebiet ist ein denkmalgeschütztes Fachwerkhaus. Die ältere Türinschrift über dem Hauseingang zur Straßenseite datiert aus dem Jahr 1704, eine zweite über dem Hauseingang zur Hofseite datiert aus dem Jahr 1810.

## Beschreibung
Das gut erhaltene Fachwerkhaus wurde von einem Johans Peter Bülbring errichtet. Auf einem verputzten Sockel mit zwei Eingängen erhebt sich das in Fachwerkbauweise errichtete Hauptgeschoss. Das Gefache ist stehend mit gegenläufig aufgeplatteten Schwertbändern. Nur teilweise erhalten sind die zweiflügeligen Holzfenster mit bergisch-grünen Schlagläden. Der Türeingang zur Straßenseite besitzt ein seitliches Dielenfenster und eine schlichte Holztür. Die Holzpfeilerrahmung und -verdachung des Hauseingangs zur Hofseite sind erhalten. 
Das Wohnhaus bildet zusammen mit dem Hof Bülbringer Straße 12 ein Denkmalensemble. 